# Spodoptera flavimedia
Spodoptera flavimedia là một loài bướm đêm trong họ Noctuidae.